# Exeed TX
El Exeed TX (codeproject M31T) es un CUV de tamaño medio producido por Exeed, una subsidiaria de la marca Chery.

## Historia

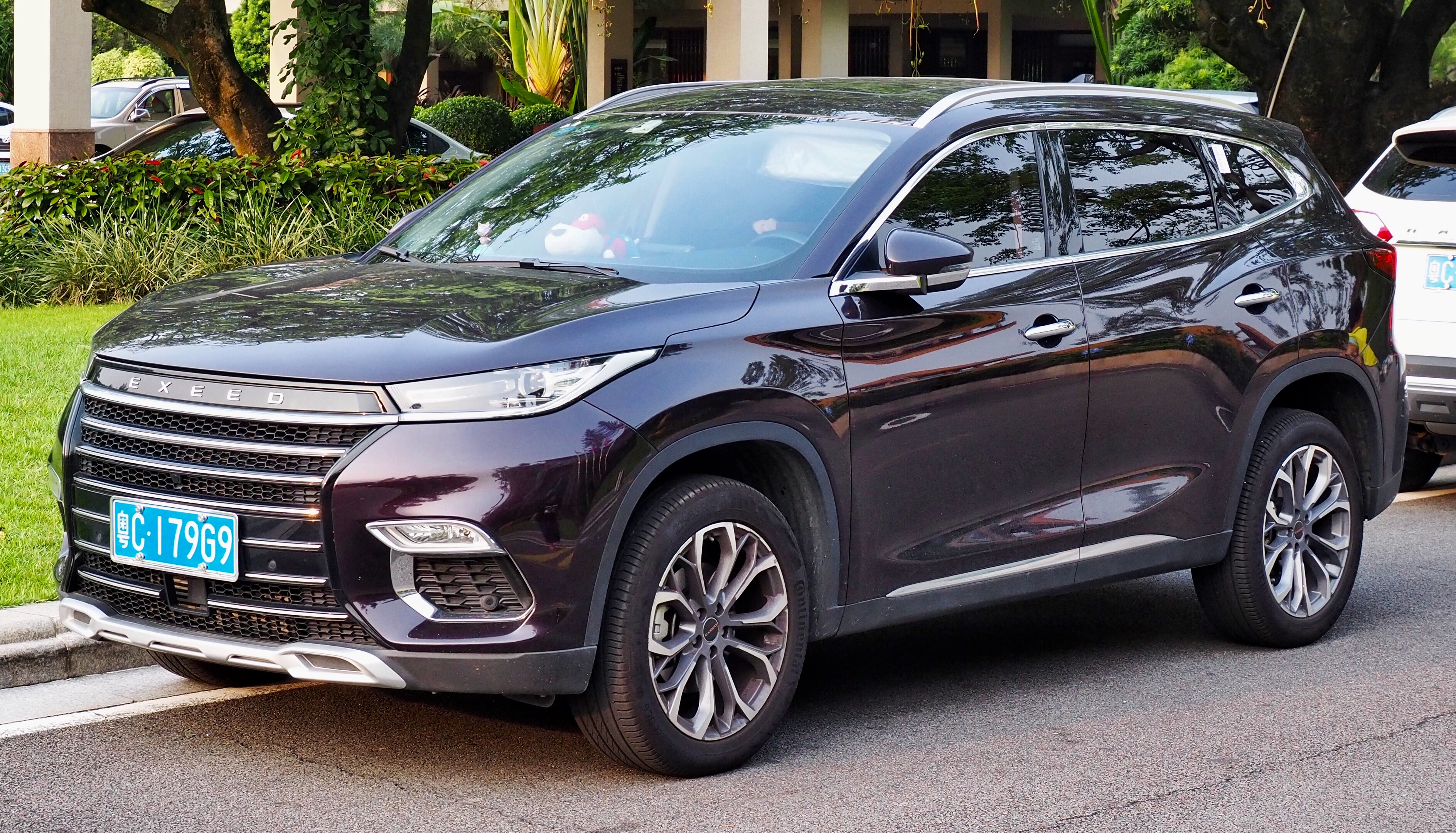
Exeed TXL (frente)

El vehículo debutó en el Salón Internacional del Automóvil de Alemania en septiembre de 2017 en Frankfurt en forma de preproducción. El vehículo se basa en la plataforma M3X desarrollada por Chery con Magna International.

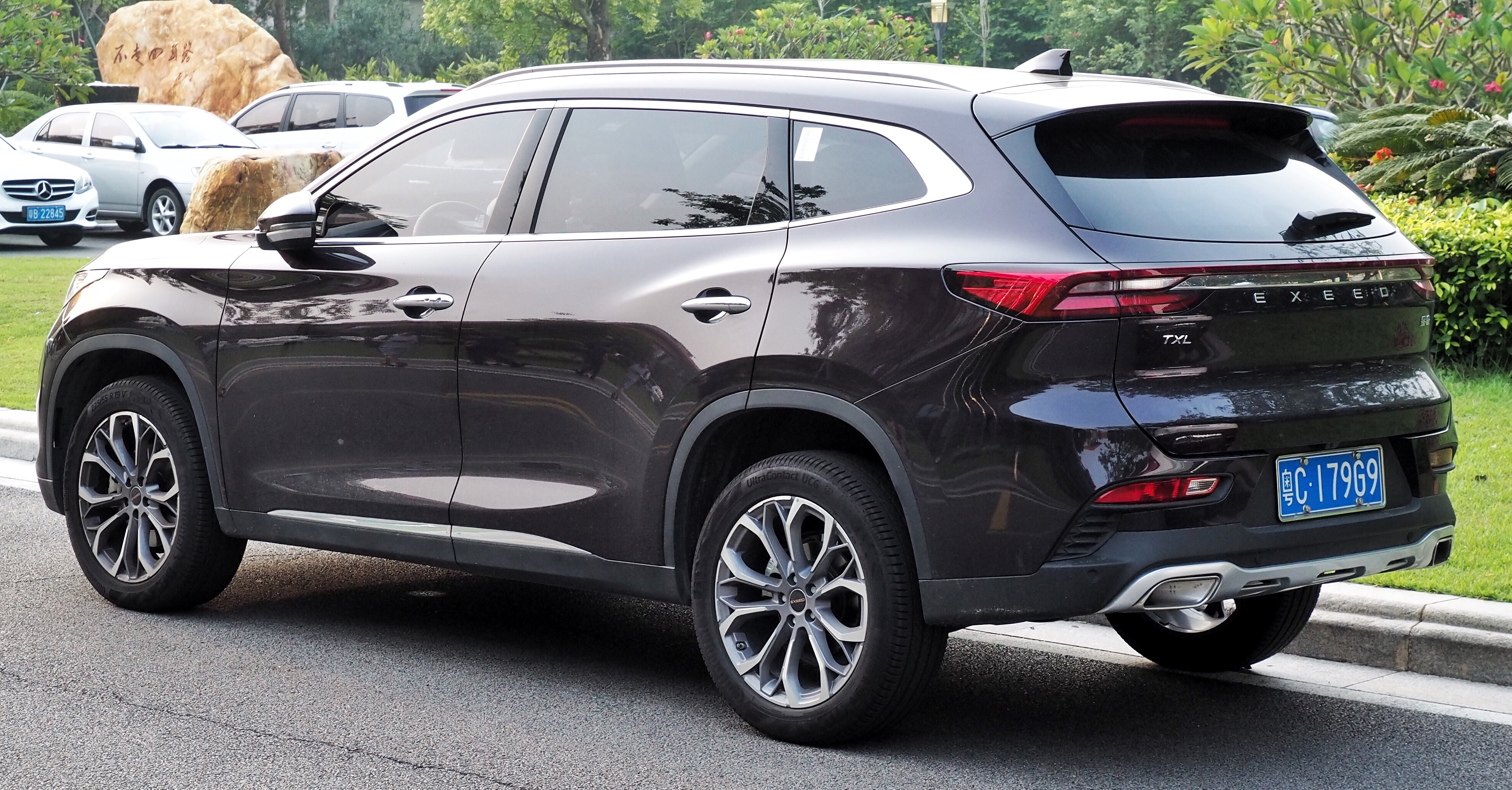
Exeed TXL (trasero)

En el Salón Internacional del Automóvil de Shanghai 2019, Chery mostró la versión de producción del TX bajo la nueva marca Exeed. A diferencia del vehículo que se muestra en Frankfurt, esta versión no presenta la marca Chery en absoluto, sino que presenta una parrilla más grande y el nombre Exeed escrito. Junto con el TX estándar, Exeed también mostró el TXL, que es una versión de 3 filas para 7 pasajeros del TX estándar. Aparte de la longitud y la distancia entre ejes, nada más ha cambiado fundamentalmente entre él y el TX estándar. La producción comienza el 24 de enero de 2019.
El rango de precios del Exeed TX comienza en 130,000 y termina en 180,000 Yuan (~ USD19,200 a 26,700). Tanto el Exeed TX como el TXL están propulsados por un motor turboalimentado de 1.6 litros que cumple con los estándares de emisiones de China VI (CN-6). El Exeed TX está disponible en tres modelos equipados con un motor de inyección directa turboalimentado de 1.6 litros que produce 145 kW (197 CV) y un par máximo de 290 N · m, acoplado a una caja de cambios de doble embrague de 7 velocidades. Además, la parte superior de la versión de acabado TX Platinum está equipada con un sistema de tracción en las cuatro ruedas. El consumo de combustible de 100 km es de 6,8 litros / 7,4 litros (4 ruedas) reclamado por los funcionarios.

### Rediseño facial de 2021

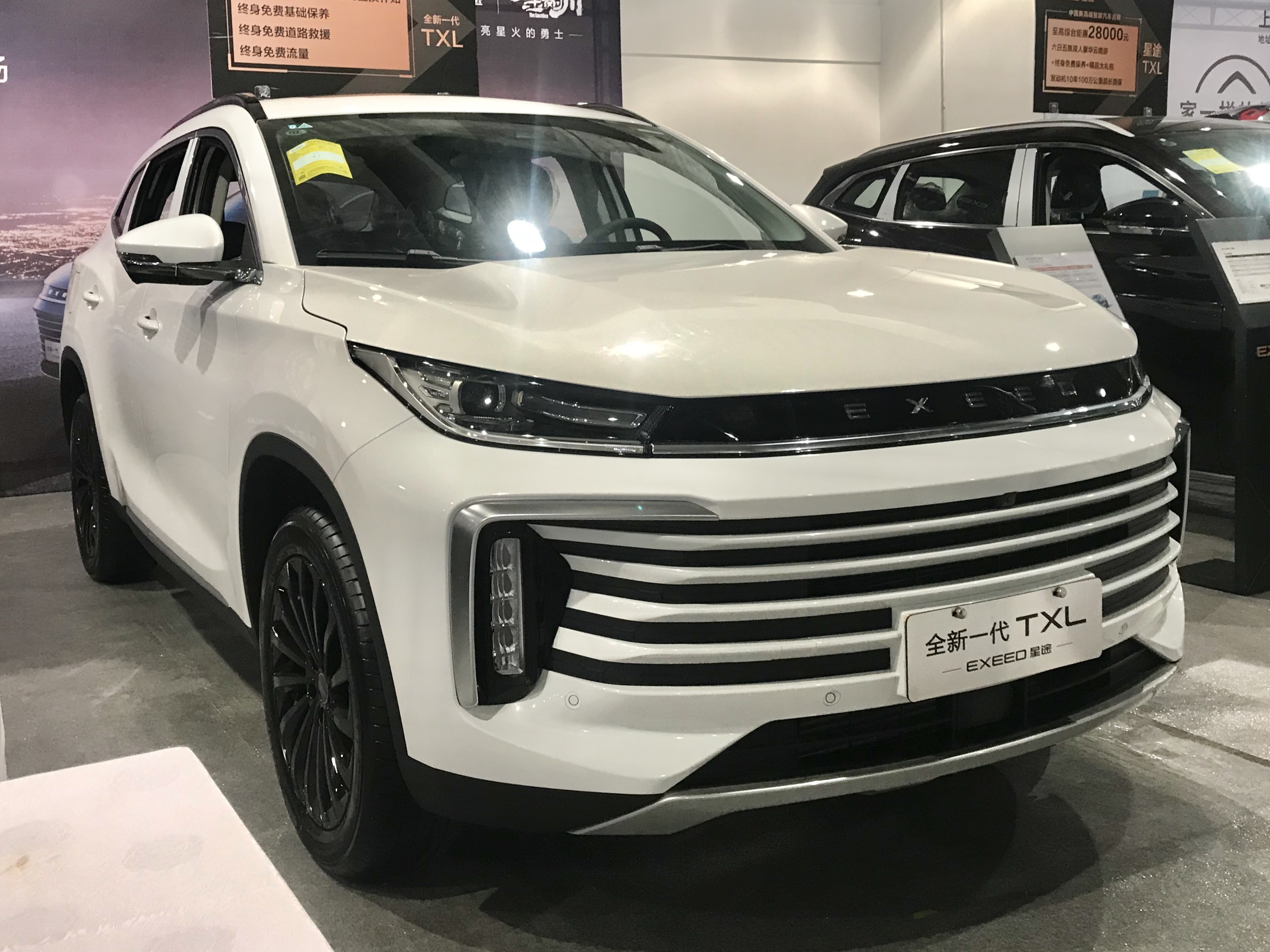
Lifting facial Exeed TXL (frente)

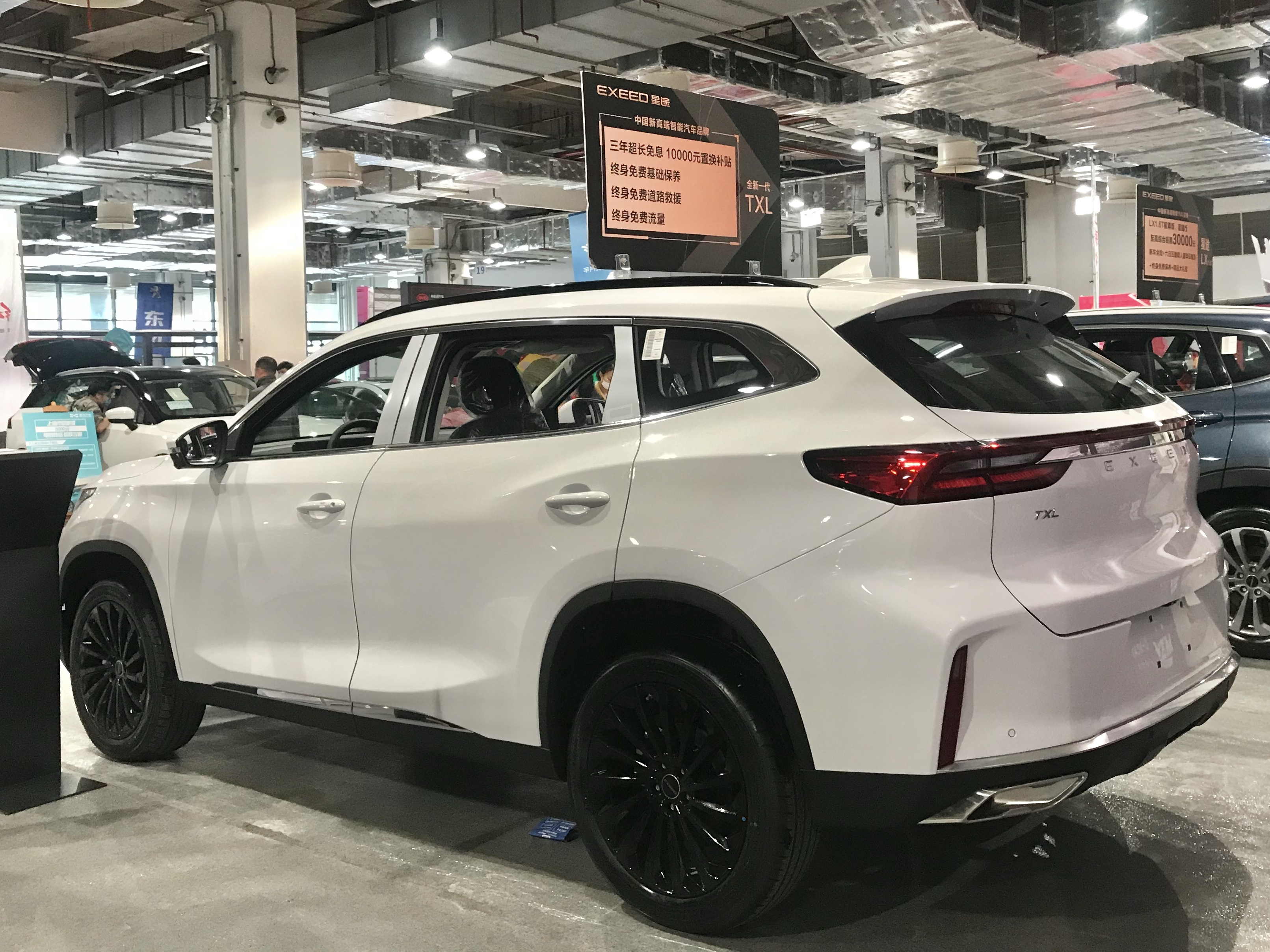
Lifting facial Exeed TXL (trasero)

El Exeed TXL recibió un lavado de cara para el año modelo 2021. En comparación con el modelo al que reemplaza, el TXL rediseñado ganó un parachoques rediseñado con una rejilla formada por barras horizontales en el color de la carrocería. Además, las luces LED de conducción diurna rediseñadas se colocan verticalmente y la entrada de aire rediseñada se coloca en la parte inferior. La parte trasera recibió deflectores renovados, guardabarros reelaborados y cambios menores en el interior de las luces traseras. Los cambios interiores incluyen IP rediseñado con pantallas digitales tanto en el cuadro de instrumentos como en la consola central multimedia integrada formando una sola unidad.
Mecánicamente, el estiramiento facial Exeed TXL todavía usa el mismo tren motriz que el modelo previo al estiramiento facial. El crossover es impulsado por un motor de gasolina de inyección directa de 1.6 litros capaz de entregar 187 hp de potencia y 28 kgfm de torque. La caja de cambios es una transmisión automática de doble embrague de siete velocidades.

## Versión estadounidense cancelada
Bajo el nombre de Vantas TX/TXL, se planeó que el Exeed TX fuera el primer vehículo Chery vendido en América del Norte a partir de 2021 para el año modelo 2022. La producción se llevaría a cabo en forma de kit desmontable en los Estados Unidos en una ubicación aún no determinada. Aproximadamente el 50% del contenido se fabricaría en China; el resto provendría de proveedores norteamericanos. Chery planeó una planta de ensamblaje completa en los EE. UU. Para vehículos Vantas cuando las ventas aumenten. En abril de 2021, se anunció que el primer modelo comenzaría a producirse en 2022.
HAAH Automobile Holdings actuaría como distribuidor de Chery en Estados Unidos. Para la marca Vantas, específica para América del Norte. La marca Chery no se puede usar en los Estados Unidos o Canadá, ya que General Motors siente que la marca Chery está demasiado cerca de Chevrolet y su apodo de Chevy desde hace mucho tiempo.
En julio de 2021, HAAH se declaró en quiebra y se cancelaron los planes para vender la marca Vantas en América del Norte.